# ボルクホルツハウゼン

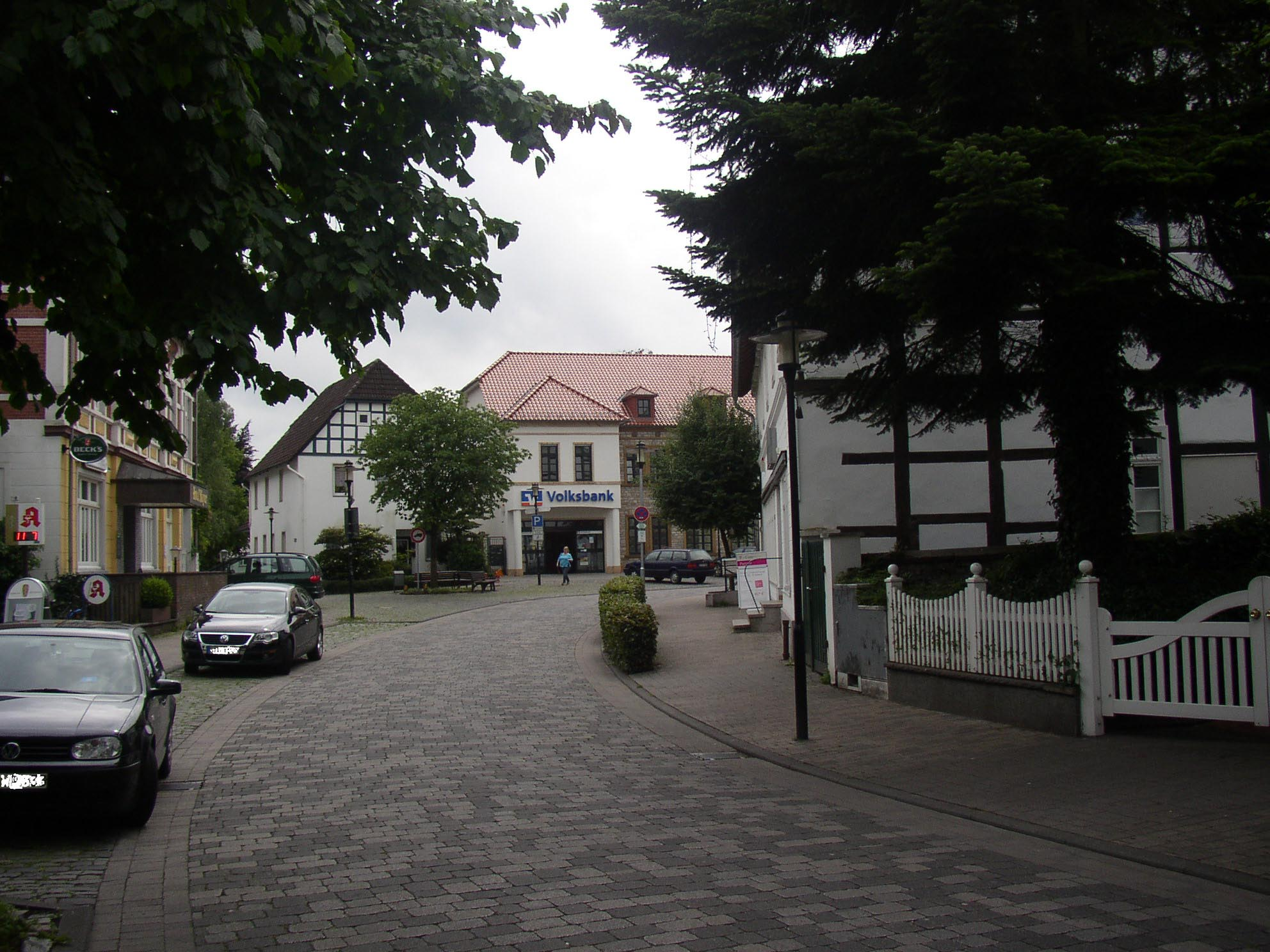
ボルクホルツハウゼン内市街

ボルクホルツハウゼン (ドイツ語: Borgholzhausen,  [bɔrkhɔlt‿sˈha‿uz̩n]) は、ドイツ連邦共和国ノルトライン＝ヴェストファーレン州デトモルト行政管区のギュータースロー郡に属す市である。

## 地理

### 位置
ボルクホルツハウゼンは、ヴェストファーレン盆地北端のトイトブルクの森を通る峠道沿いに位置している。市の中心部は、ヨハニスエッゲの東約 1 km に位置している。
トイトブルクの森の山並みは市域を地形が異なる部分に分割している。ボルクホルツハウゼンの北部市区はラーヴェンスベルク丘陵、南部はオストミュンスターラントの低地に位置する。
最高地点は海抜 306 m のハンケニュルで、隣接するディッセン・アム・トイトブルガー・ヴァルトとの市境、すなわちニーダーザクセン州との州境がこの山を通っている。ここにはヴェーザー＝エムス分水界の北西端にあたるホランツコプフもある。最低地点は高度 80 m である。

### 地質

ボルクホルツハウゼンの地熱分布図

トイトブルクの森の中心尾根の延長線からやや南西に位置するボルクホルツハウゼンの市域は、ミュンスターラント盆地の北東端にあたる。ここでは、表土に近い地層が急勾配に立ち上がっている。この地層は、粘土質の泥灰岩、石灰質の泥灰岩、石灰岩、泥灰岩からなっており、中生代（白亜紀前後期）の砂岩や砂岩質の泥灰岩も含まれている。これらの岩は、古生代（デボン紀、石炭紀）の褶曲した層の上にのっている。
尾根の北東側の市域はラーヴェンスベルク丘陵にあたり、主に中生代（三畳紀、ジュラ紀、白亜紀）の粘土質の泥灰岩、石灰岩、砂岩からなる。厚さ 1 km から 2 km に及ぶ堆積岩は長い時間をかけて隆起し、造山活動により鞍部、盆地、地塁、地溝が形成された。この地塊山地は、かつては分断されない連続した岩層であったが、現在では攪乱され、一部では反転した地層も見られる。深層部は古生代の岩石で構成されている。
ボルクホルツハウゼンの市域は、地熱ゾンデによる地熱源やヒートポンプによる地熱採取については、「中程度」から「良好」な状態にある（右図参照）。

### 市域の広がりと土地利用

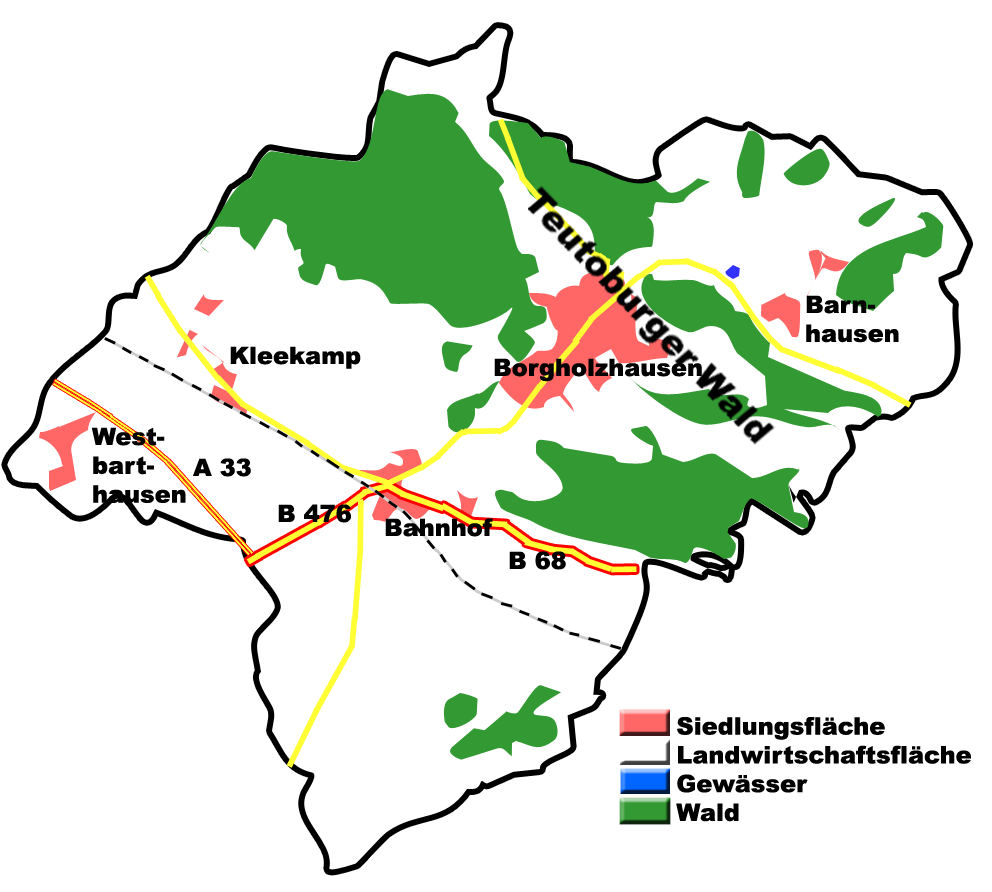
ボルクホルツハウゼンの土地利用図。ピンクは市街図、緑が森林、白が農耕地、黄色が主要道路である。

本市の面積は 55.99 km2 である。大部分を農業用地および森林が占め、両者で市域の約 84.2 % を占める。南北の最大幅は 11.8 km、東西のそれは 10.1 km である。
| 土地用途別面積 | 農業用地 | 森林   | 宅地、空き地 産業用地 | 交通用地 | 水域  | スポーツ用地 および緑地 | その他 |
| -------------- | -------- | ------ | --------------------- | -------- | ----- | ----------------------- | ------ |
| 面積 (km2)     | 33.05    | 14.13  | 4.84                  | 3.09     | 0.38  | 0.31                    | 0.19   |
| 占有率         | 59.0 %   | 25.2 % | 8.7 %                 | 5.5 %    | 0.7 % | 0.6 %                   | 0.3 %  |

### 隣接する市町村
ボルクホルツハウゼンは、東はヴェールター (ヴェストファーレン)、南東はハレ (ヴェストファーレン)、南西はフェルスモルトと境を接する。これらはいずれも、ボルクホルツハウゼンと同じギュータースロー郡に属す。北はメレのノイエンキルヒェン市区およびヴェリングホルツハウゼン市区、ディッセン・アム・トイトブルガー・ヴァルトと境を接する。両市はニーダーザクセン州オスナブリュク郡に属す。

### 市の構成
市域は、12の地区で構成されている。これは1969年に合併するまでアムト・ボルクホルツハウゼンに属す独立した町村であった。以下の表の人口は2015年1月現在の数値である。
| 地区                   | 地区           | 人口（人） | ボルクホルツハウゼン市の市区図 |
| ---------------------- | -------------- | ---------- | ------------------------------ |
| バルンハウゼン         | Barnhausen     | 819        | ボルクホルツハウゼン市の市区図 |
| ベルクハウゼン         | Berghausen     | 476        | ボルクホルツハウゼン市の市区図 |
| ボルクホルツハウゼン   | Borgholzhausen | 4,437      | ボルクホルツハウゼン市の市区図 |
| カーズム               | Casum          | 368        | ボルクホルツハウゼン市の市区図 |
| クレーフェ             | Cleve          | 292        | ボルクホルツハウゼン市の市区図 |
| ハムリングドルフ       | Hamlingdorf    | 240        | ボルクホルツハウゼン市の市区図 |
| ホルトフェルト         | Holtfeld       | 485        | ボルクホルツハウゼン市の市区図 |
| クレーカンプ           | Kleekamp       | 497        | ボルクホルツハウゼン市の市区図 |
| オルデンドルフ         | Oldendorf      | 186        | ボルクホルツハウゼン市の市区図 |
| オストバルトハウゼン   | Ostbarthausen  | 199        | ボルクホルツハウゼン市の市区図 |
| ヴェストバルトハウゼン | Westbarthausen | 664        | ボルクホルツハウゼン市の市区図 |
| ヴィヒリングハウゼン   | Wichlinghausen | 57         | ボルクホルツハウゼン市の市区図 |
| 合計                   | 合計           | 8,720      | ボルクホルツハウゼン市の市区図 |

## 歴史
トイトブルクの森を抜けるボルクホルツハウゼンの峠道は重要な山越えの街道として本市の成立に大きく寄与した。オルデンドルフ地区、カーズム地区、ボルクホルツハウゼンの横谷にある青銅器時代初期の納骨墓地は、紀元前1500年頃に定住がなされていたことを示している。
1100年頃ボルクホルツハウゼンは裁判所所在地となった。1096年に Holthus 村が記録されているが、カルヴェラーゲ伯ヘルマン2世が建設したラーヴェンスベルク城（城 = Burg）に近いことから、1317年以降 Borgholthusen と呼ばれた。同じ年に初めて oppidum（地方都市）という表記がなされている。1488年にヴェールターおよびハレとともに Wibbold あるいは Vichbold としてラーヴェンスベルク伯領となり、1609年に伯領とともにブランデンブルク選帝侯領に併合された。1669年、ボルクホルツハウゼンにライネンレッゲが設けられた。これは邦有のリンネル織り製品展示・検査施設である。
ボルクホルツハウゼンは、1719年4月17日、フリードリヒ・ヴィルヘルム1世によって、ラーヴェンスベルク地方の他の町とともに都市に昇格した。これは都市行政の近代化と様々な産業・手工業分野の定着をもたらした。リンネルの紡績、織布産業は、17世紀から18世紀の重要な産業分野であった。18世紀末にはリンネル織りの交易も盛んになった。布地はエルバーフェルト（現在のヴッパータール）を通ってラインラントに入りオランダへ、あるいはブレーメンを通ってイングランドへ運ばれた。しかし、1820年以降イギリスの機械織りが競合品として登場すると、手工業はこれに歩調を合わせることができなくなり、リンネルの紡績業や織布業はボルクホルツハウゼンを含むラーヴェンスベルク地方全域で衰退した。
1740年以降、レープクーヘン作りが重要な産業となった。1873年から食肉加工業がこれに加わった。1880年、ボルクホルツハウゼンにヴェストファーレン地方初の蒸気機関による乳製品加工場が設けられた。17世紀に設けられた製塩場「バルトハウゼン」は1907年から「ゾルバート・ヴァーヴェンスベルク」となり、長い間マリエンブルンネン社によってミネラルウォーターが大量生産され販売されていた。その後この会社は倒産した。
第二次世界大戦終結まで、現在のボルクホルツハウゼンの市域内における経済発展はまず農業分野に限られていた。特に現在のボルクホルツハウゼン市区にあたる地域で中小企業設立の兆しが現れたが、その企業で働く人たちも企業からの収入だけでは生活ができなかったため、その傍ら旧ボルクホルツハウゼン市で耕作や牧畜を行っていた。それ以外の市区にあたる地域でもおおむね農業が主要な産業分野であった。現在でもなお農林業は本市における経済活動のかなりの部分を占めている。しかし、1945年以降、工業は現在のボルクホルツハウゼン市にあたる地域の発展に大きく寄与した。発展は、元々旧市街地域に存在していた産業・工業分野だけではなく、特にボルクホルツハウゼン地区の南部で新たに設立された多くの工場によってもたらされた。

### 市町村合併
1969年6月24日に「ハレ郡の市町村新設に関する法律」を含むノルトライン＝ヴェストファーレン州の地域再編により、いずれもアムト・ボルクハウゼンに属していたバルンハウゼン、ベルクハウゼン、ボルクホルツハウゼン、カーズム、クレーヴェ、ハムリングドルフ、ホルトフェルト、クレーカンプ、オルデンドルフ、オストバルトハウゼン、ヴェストバルトハウゼン、ヴィヒリングハウゼンの12市町村が1969年7月1日に合併し、新たなボルクホルツハウゼン市が成立した。アムト・ボルクハウゼンは廃止され、ボルクホルツハウゼン市がその権利継承者となった。
1973年1月1日、ビーレフェルト法の施行によってボルクホルツハウゼンでは小さな市域の変更がなされた。ハレおよびヴェールターに接する部分が失われ、反対に旧テーンハウゼンの領域が編入された。

## 住民

### 宗教
ギュータースロー郡北部全域がそうであるように、ボルクホルツハウゼンの住民は主に福音主義ルター派を信仰している。福音主義教会はハレ（ヴェストファーレン）教会クライスに属す。

### 人口推移

ボルクホルツハウゼンの人口推移。下の青線が各時点の市域における人口推移、上の黒線が現在の市域にあたる地域の人口推移である。

右のグラフは、各時点の市域における人口推移（下）と現在の市域にあたる地域の人口推移（上）を示している。市域は、周辺町村と合併した1969年7月1日に大きく変更され、1973年1月1日に小規模な変更がなされた。
1970年までと1987年の数値は人口調査の結果であり、1975年以降の数値は州のデータ管理・統計局の公式研究結果である。1975年から1985年までは推定値、1990年以降は1987年の人口調査結果に基づく推計値である。

## 行政
ボルクホルツハウゼンは、州議会議員選挙ではギュータースロー I - ビーレフェルト III 選挙区に属す。連邦議会議員選挙ではギュータースロー選挙区に属す。

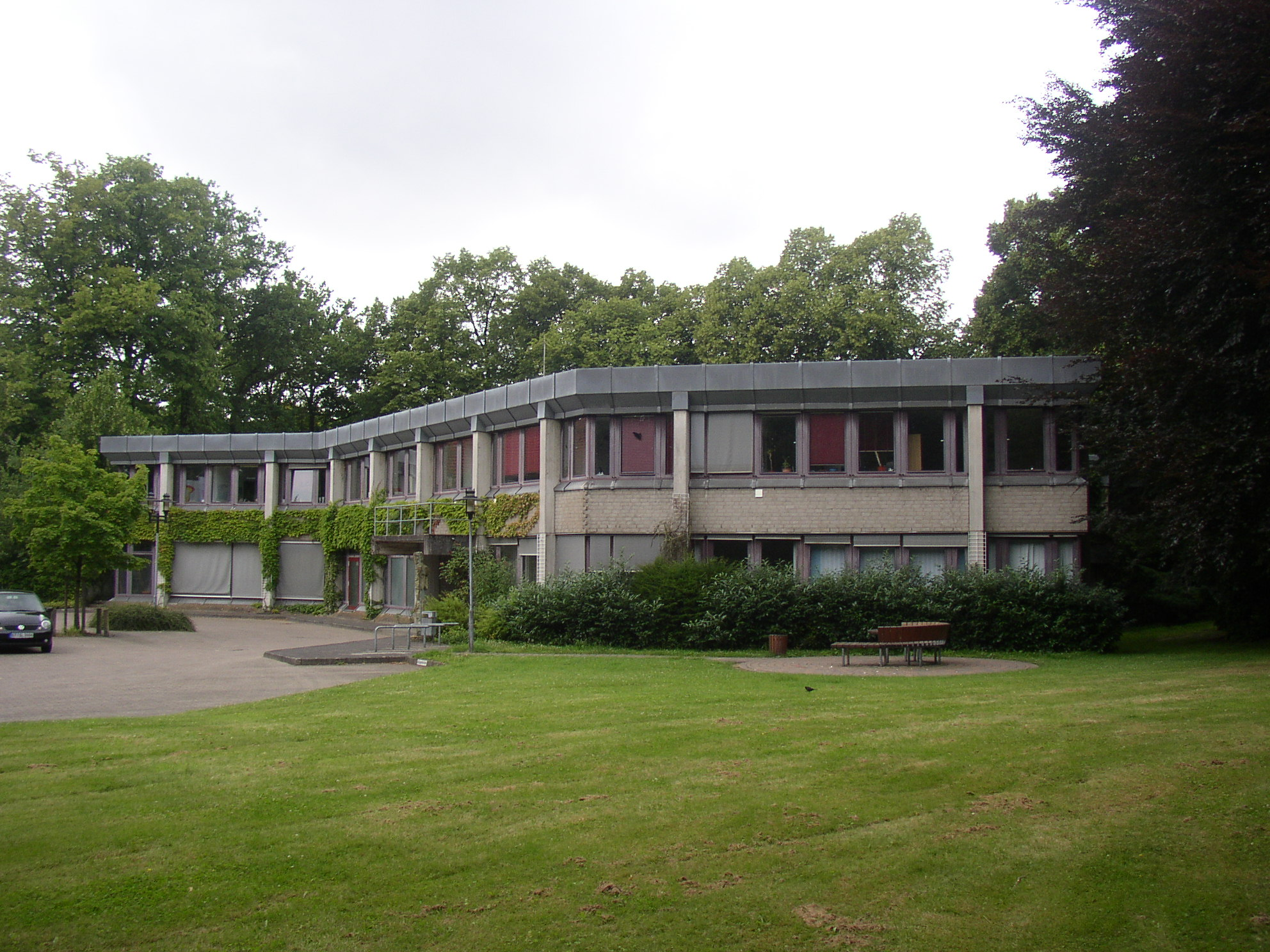
ボルクホルツハウゼン市庁舎

### 市議会
ボルクホルツハウゼンの市議会は 28議席で構成される。これに市長が投票権を持つ議長として加わる。

### 市長
本市の市長はディルク・シュペックマン (SPD) である。彼は2015年9月13日の選挙で 75.89 % の票を獲得して市長に選出された。

### 紋章
図柄: 銀地（白地）に3本の赤い逆V字図形。その上は画面一杯に4つの胸壁をもつ赤い壁。
この紋章は1970年1月14日に承認されたが、1939年3月17日に承認されてこの時まで使用されていたアムト・ボルクハウゼンの紋章と同一のものである。逆V字図形はかつてラーヴェンスベルク伯領に属していた事を示しており、胸壁を持つ壁は市の公共体としての一体性を象徴している。

### 姉妹都市
- レスニッツ（ドイツ語版、英語版）（ドイツ、ザクセン州）1990年
- ニュー・ヘイブン（英語版）（アメリカ合衆国、ミズーリ州）1994年

## 文化と見所

### 建築

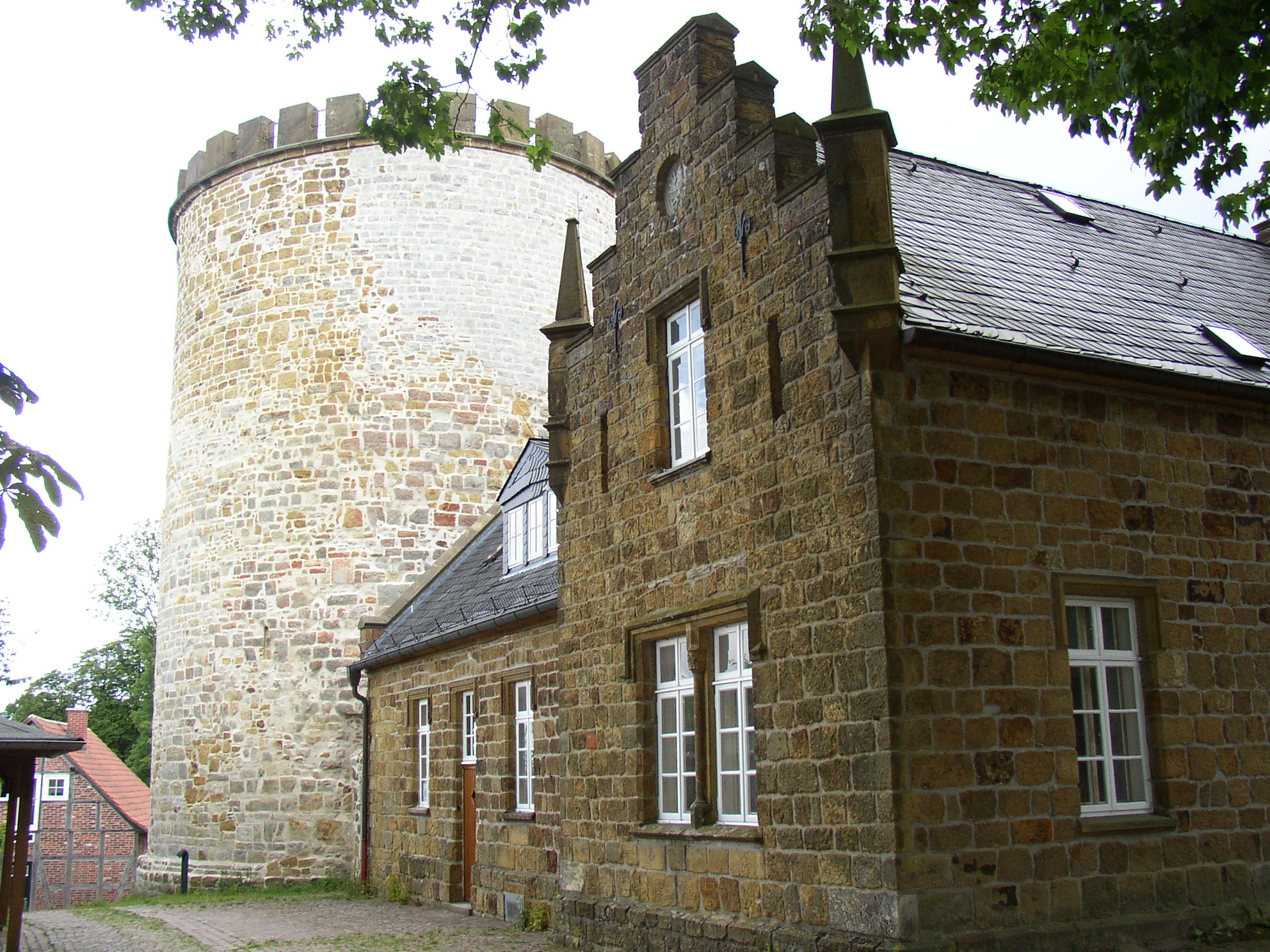
ラーヴェンスベルク城の防衛塔。手前の建物は営林署。

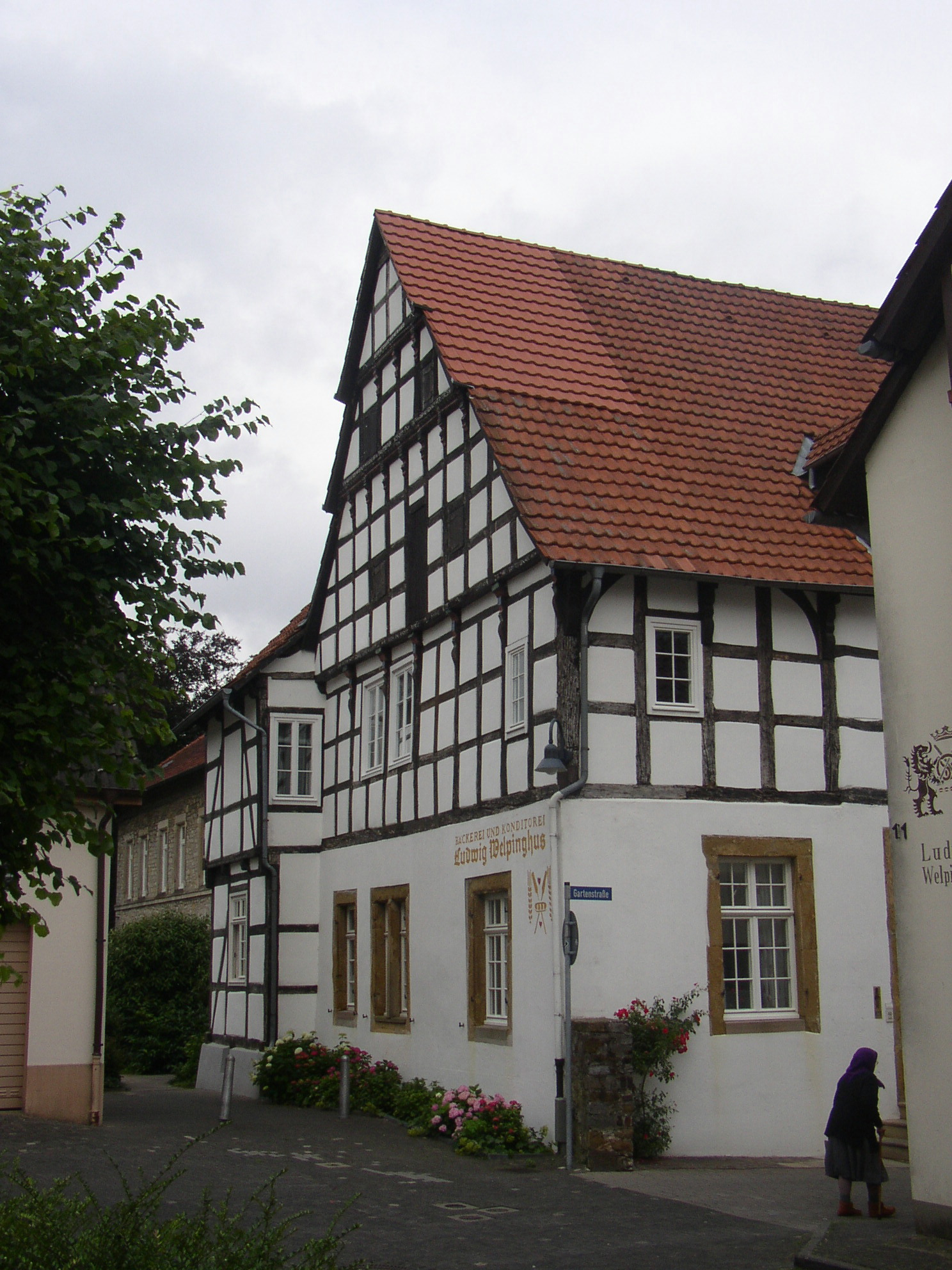
キルヒ通り9番地の木組み建築

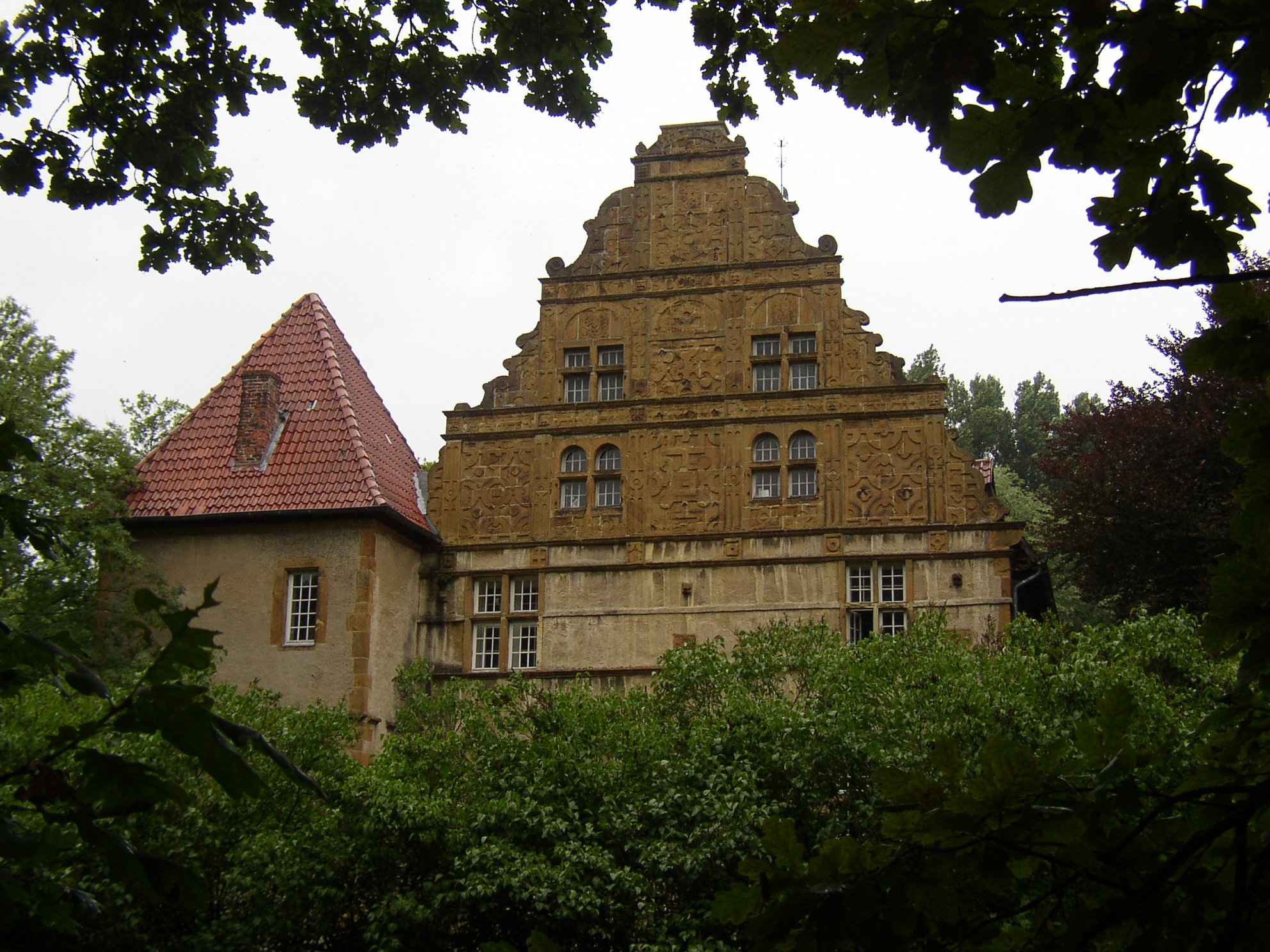
ホルトフェルト城

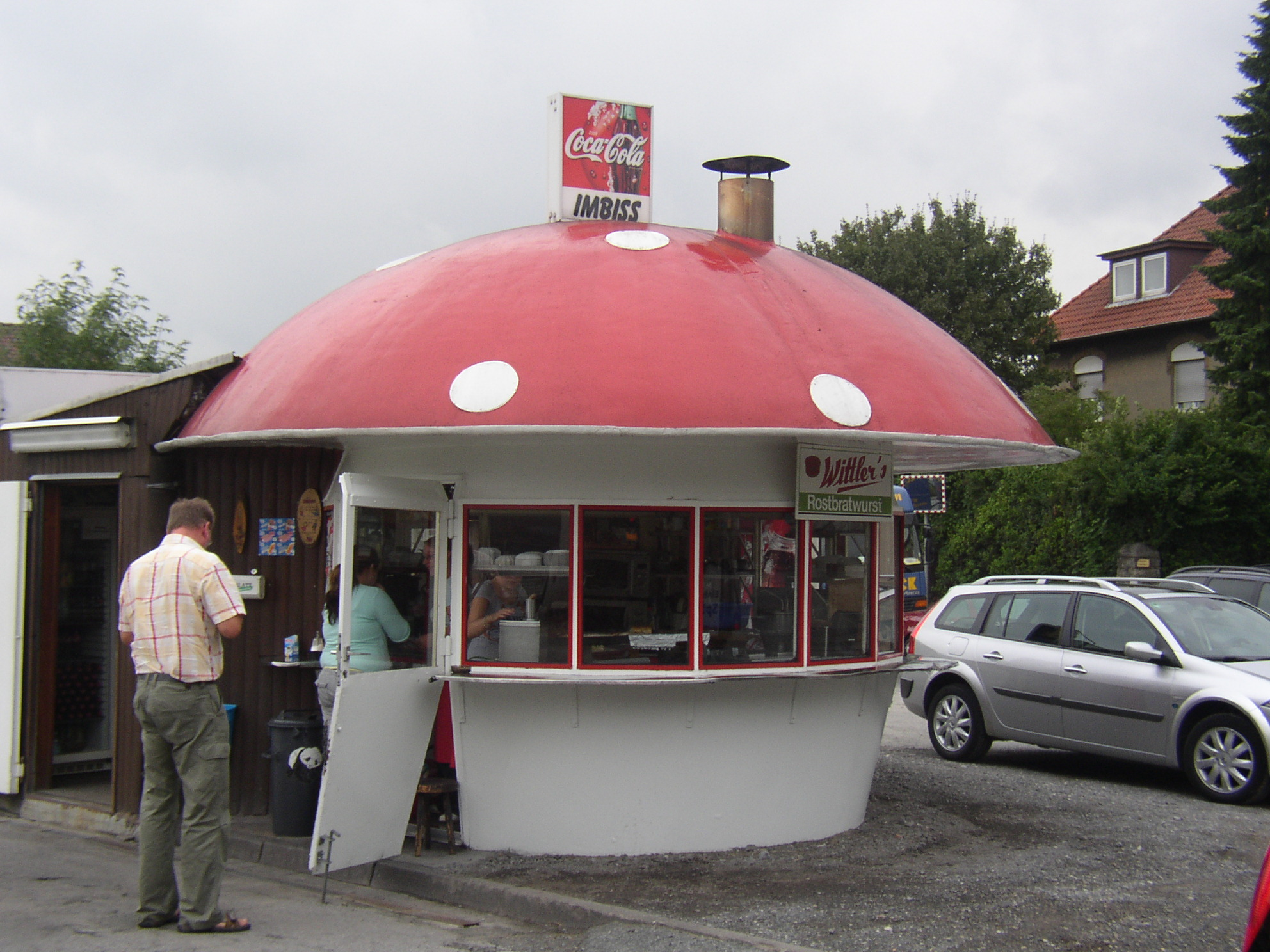
ミルヒピルツ

#### ラーヴェンスベルク城
ラーヴェンスベルク城は1080年頃にヘルマン2世フォン・カルヴェラーゲによって建設された城砦で、ラーヴェンスベルク（＝カルヴェラーゲ）伯の主城でありラーヴェンスベルク地方の名前の由来でもある。現在は、30枚の胸壁をもつどっしりとしたベルクフリートと城壁の跡が遺るだけである。1981年に塔上部の石材が壊れた。このため、頂部は鋼鉄製の留め金で補強されている。塔は2006年秋に大規模な修復が行われた。古い石材はモルタルで目地が埋められ、丸天井は合成樹脂で湿気から保護された。最近の発掘で城の歴史に関して発見があった。壁の遺構と古い建物の遺構が発見されたのである。2005年には入り口付近でそれまで全く知られていなかった第2の防衛塔の基礎壁が発見された。
2002年に所有者であったノルトライン＝ヴェストファーレン州はこの城の売却を計画した。市民と地元企業が主導してラーヴェンスベルク城財団が創設され、2003年9月からこの城趾の所有者となった。

#### 福音主義教区教会
福音主義教会は、ラーヴェンスベルク伯の私的な教会として建設されたギュータースロー郡内で最も古い教会の一つである。この教会はボルクホルツハウゼン市の中心にあり、14世紀に建設されて以後、1496年に大規模な改築と増築（内陣室）が行われた。特筆すべきは、1501年に製作されたいわゆる石造の祭壇である。この教会の前には、1864年から1871年までの戦争による戦没者の記念碑が建てられている。
2007年4月23日、支援協会が結成され、牧師のクリスティアン・エッカイが代表者に選出された。この協会は、古い教会の老朽化したファサードを改修するための寄附金を集めることを目的としている。

#### ルイーゼの塔
ヨハニスエッゲ (291 m) に、1893年、ルイーゼ・フォン・プロイセンを記念して木製の展望塔が建設された。現在の4代目の塔は、1991年に完成した高さ 21 m の塔で、ここから市内全域が一望できる。天気が良ければ、北東のポルタ・ヴェストファーリカや南西方面はミュンスターラントまで眺めることができる。ルイーゼの塔はヨハニスエッゲ＝ショルンシュタイン自然保護区内にあり、ライネからリッピシェ・フェルマーストートまでを結ぶ全長 156 km の遊歩道ヘルマンヴェークに直接面している。

#### 住居建築
中心部には、18世紀から19世紀に建てられた木組み建築が数棟遺されている。特に注目すべきは、キルヒ通り 9番地（ヴェルピングス）である。この建物は堂々とした1階を有する3階建ての建物で、その中核部分は16世紀に建造された。脇の増築部分は1695年の銘を持つ。タンファナ通り5番地は2階建ての木組み建築で、フェッヒャーロゼッテで装飾された破風を持つ。この建物は1634年に建てられた。

#### その他の建造物
水城のブリンケ城は17世紀に建設された領主の館である。二重の水堀やネオロマネスク様式の礼拝堂を含む多くの附属建造物を持つ。この城館は個人の所有である。
水城のホルトフェルト城は1350年に最初の記録が遺されており、長らくヴェント領主家の所有であった。この領主館には1602年から豪華な破風が取り付けられている。この城館は個人の所有である。
駅の近くに、ドイツとオーストリアで5軒しか遺っていない「ミルヒピルツェン」（直訳すると「ミルク茸」）がある。この建物は1950年代に作られた。このキオスクは軽食を販売する屋台であり、極めて特徴的な外観を有している。存続は危機にさらされている。
ボルクホルツハウゼン近郊のトイトブルクの森の最高地点に風力発電機（エネルコン E-82）がある。塔の高さは 85 m、羽の長さは 39 m で、4人家族の家庭 1600戸分の発電能力を持つ。
- ボルクホルツハウゼンの福音主義教会
- 福音主義教会前の戦没者記念碑
- ルイーゼの塔
- ブリンケ城

### 都市ツアー
2007年からボルクホルツハウゼン市は様々なテーマの都市ツアーを整備している。たとえば「代用コーヒーとザウアークラウト - 自給自足の時代」ツアー、低地ドイツ語のツアー、ホラーツアーや塩の密売ルートツアーなどである。

### 公園
ボルクホルツハウゼン市内には 2つの公園がある。1つは広さ約 3.5 ha のブリンケ城庭園、もう 1つは広さ約 1.5 ha のホルトフェルト城庭園である。後者は一般の入場が禁じられている。
市域は、かつてはトイトブルクの森北部＝ヴィーエン山地自然公園と呼ばれていた TERRA.vita 自然公園の一部である。

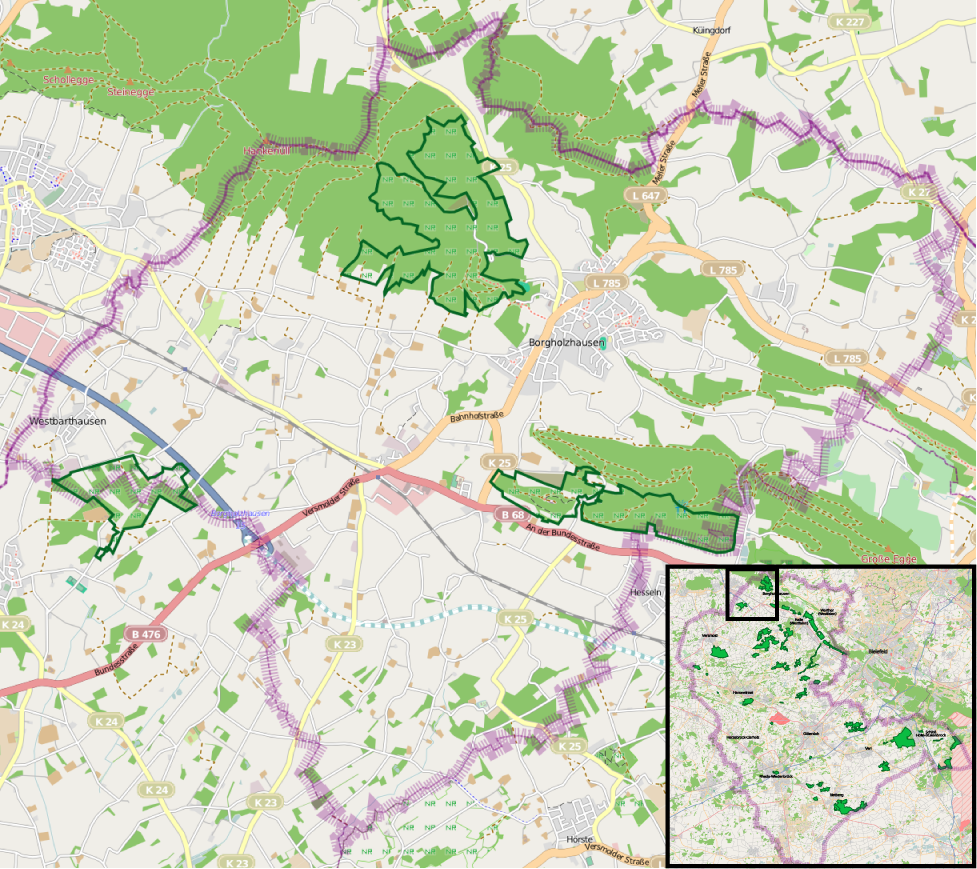
ボルクホルツハウゼンの自然保護区。緑の線内が自然保護区である。

### 自然保護区および自然文化財
ボルクホルツハウゼン市内には 3つの自然保護区がある。1つ（ヨハニスエッゲ＝ショルンシュタイン）は完全に市内に含まれているが、他の 2つは隣接する市にもまたがっている（ザルツェンタイヒス・ハイデはフェルスモルトに、ラーヴェンスベルク＝バーレンベルクはハレにまたがる）。ボルクホルツハウゼン市の約 6.2 % が自然保護区に指定されている。
トイトブルクの森の北斜面には爬虫類や四肢動物の足跡や這った跡がある。ここではヴェストファーレン＝リッペ景観協会による発掘作業が行われている。
千年紀の頃に市内で大型のアンモナイトが複数発掘された。これらのうちいくつかは、ボルクホルツハウゼン郷土館に展示されている。
ボルクホルツハウゼン市内には2本の保護樹木がある。1つはイチョウ、もう1つはモチノキ科の木である。後者は高さ 13 m、幹の周囲 70 - 80 cm と異例の大きさである。

### スポーツ
ボルクホルツハウゼンには様々なスポーツクラブがある。最も有名なクラブとしては、LC ゾルバート・ラーヴェンスベルクが挙げられる。このクラブは「ボルクホルツハウゼンの夜」を組織・運営している。TuS ボルクホルツハウゼンのハンドボールチームはかつて DHB杯を獲得したことがある。
2004年7月に、ルイーゼの塔へ続く道でインラインスケート＝ダウンヒル世界選手権が開催された。この道は、急勾配で狭いカーブが数多くある。

### 演劇
ボルクホルツハウゼンには2つの野外ステージがある。
ボルクホルツハウゼン市内中心部から車で約15分のトイトブルクの森の中にある旧ベンカーシャー採石場の野外ステージは様々なグループが利用している。ここでは定期的に低地ドイツ語による農民劇、クリスマスの史劇、オープン=エア=コンサートなどが開催されている。
ラーヴェンスブルクにもやはり野外ステージがあり、特に古典的な演劇作品の上演に利用されている。

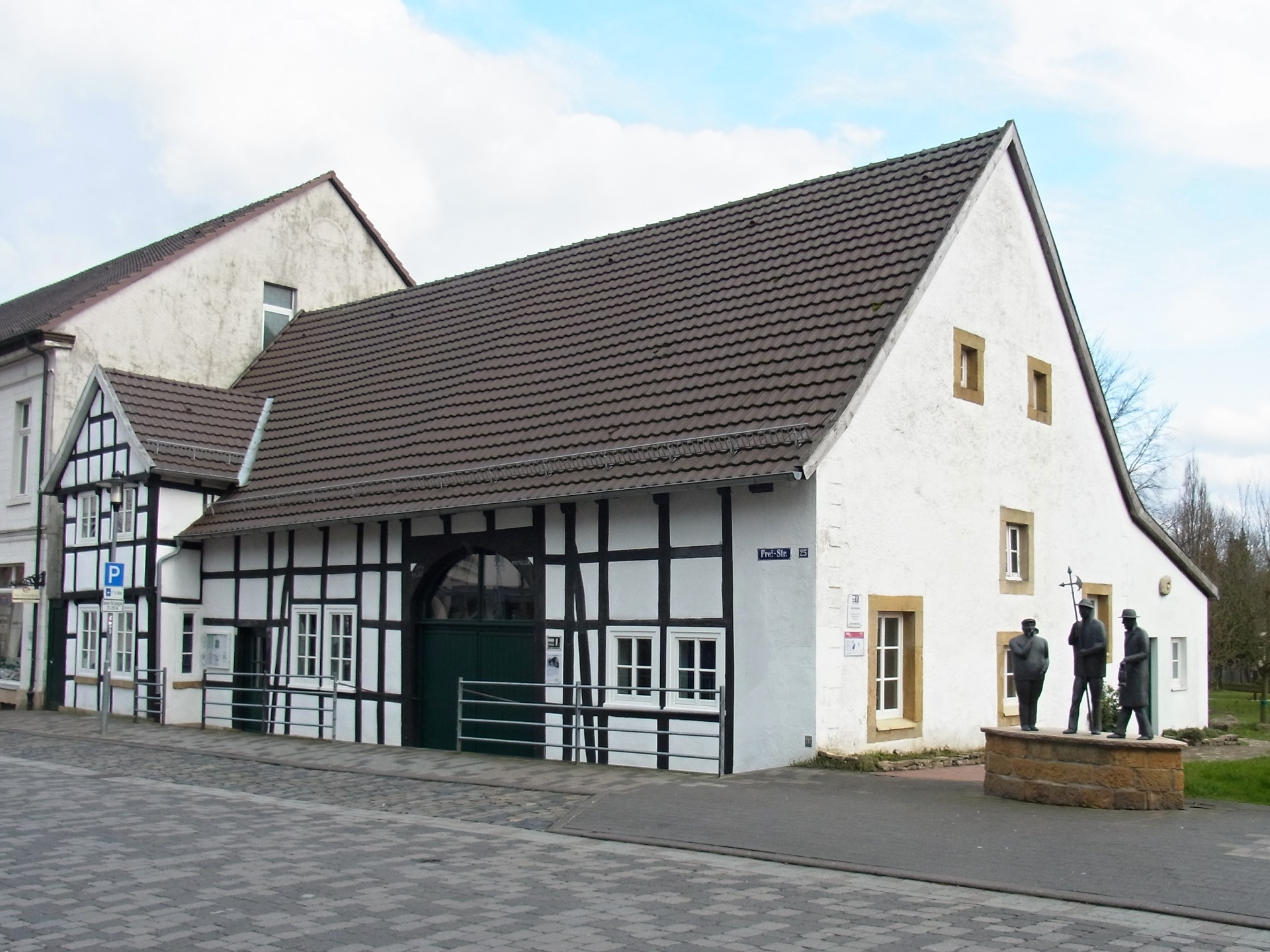
ボルクホルツハウゼン文化・郷土博物館

### 博物館
ボルクホルツハウゼン文化・郷土博物館は、ボルクホルツハウゼンおよびその周辺から出土した地質学資料を所蔵している。ここには特に、大型アンモナイトの世界最大のコレクションが展示されている。この他に、ボルクホルツハウゼン出身芸術家の3点の作品がこの博物館の目玉となっている。郷土館の近くにノイヤールスゼンガー（新年の合唱）記念碑が2005年に建立された。

### 文化協会
ボルクホルツハウゼン文化協会は、ボルクホルツハウゼン市庁舎で毎年数多くの文化展示会を行っている。この他に音楽イベントや演芸上演の企画調整を行っている。芸術家の講演会や展示物を一緒に見るツアーも行われる。イベントの大部分は郷土協会と文化協会が共同で運営する文化・郷土博物館で開催される。

### 音楽
ボルクホルツハウゼンの音楽シーンは多彩であり、5つの音楽クラブがある。
- アコーディオン＝オーケストラ・アプケ
- ボルクホルツハウゼン消防団音楽隊
- ヤクトホルンブレーザー＝コルプス（狩猟ホルンアンサンブル）
- トイトブルガー・オーバークライナー
- ラーヴェンスブルガー・ブレーザー

この他に4つの合唱団がある。
- カントライ・ボルクホルツハウゼン
- ボルクホルツハウゼン男声合唱団
- ゼンガーフロインデ・ボルクホルツハウゼン
- ピウム・ヴィヴェンテ、福音主義教会の青少年合唱団

### 年中行事
「ボルクホルツハウゼンの夜」は、毎年夏に開催される一般参加のロードレースで、世界中から参加者が集まる。従来は 5 マイルおよび 10 マイルのコースが用意されていたが、2014年以降 10 kmのコースに統一されている。
9月後半に行われる「カルトッフェルマルクト」（ジャガイモ市）の期間中、内市街には料理を楽しむための「世界最長のジャガイモの食卓」が用意される。さらに歴史的な手工芸品、音楽、民族舞踊、子供たちの出し物がイベントに花を添えて盛り上げる。
毎年第2アドヴェントに開催されるボルクホルツハウゼンのクリスマスマーケットは、独特の雰囲気で高い知名度を誇っている。毎年120軒の屋台が設けられ、約10万人が訪れる。

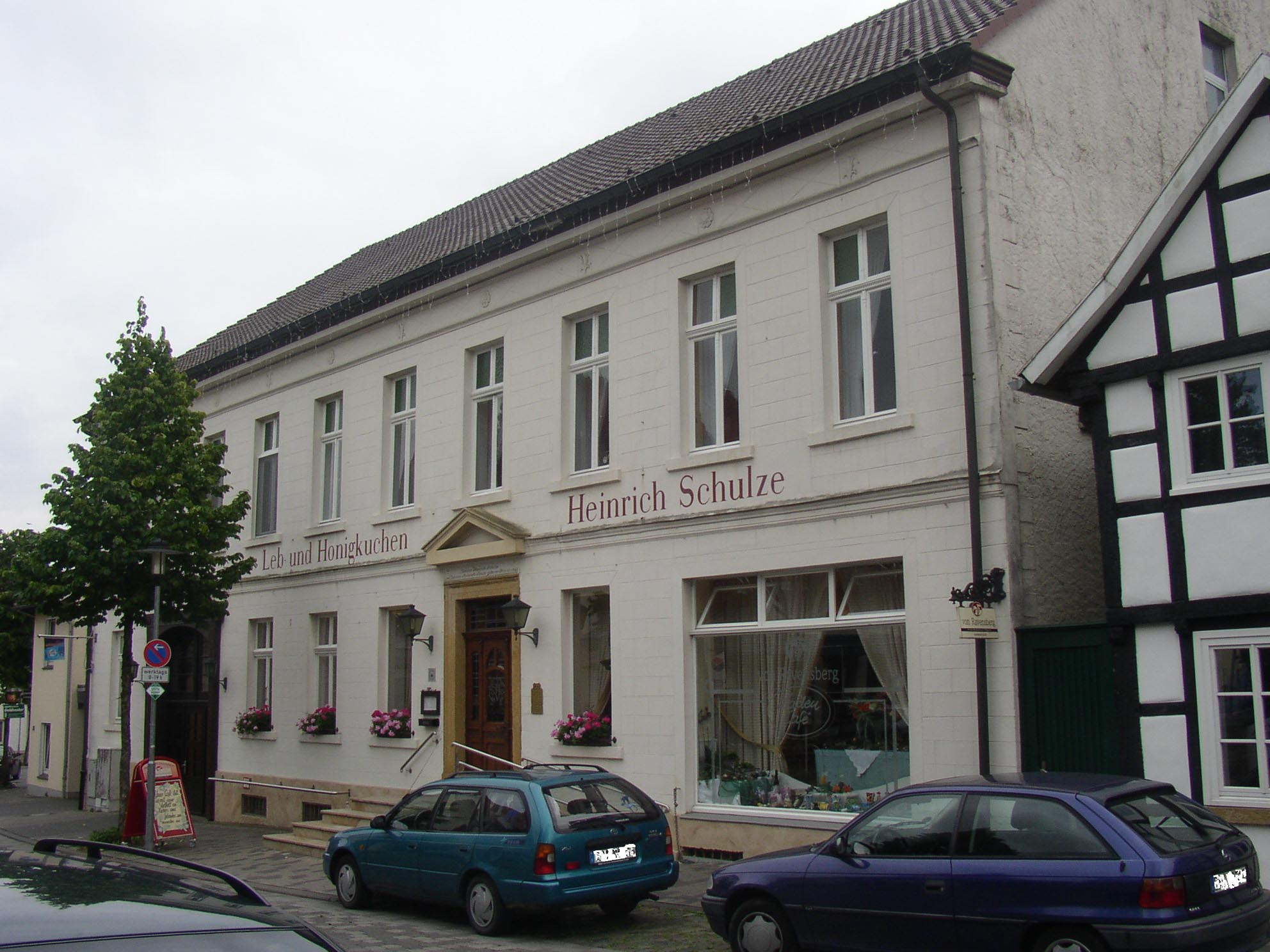
レープクーヘンを製造しているパン屋「シュルツェ」

### 郷土料理・食材
1740年頃、隣町のディッセンからこの街にレープクーヘン（ジンジャーブレッド）の調理人が移り住んだ。1827年、1830年、1861年にレープクーヘンの製造会社が設立された。これらの企業が発展し、ボルクホルツハウゼンは現在でも「レープクーヘンシュタット」と呼ばれている。ただし、レープクーヘンの製造は衰退し、現在レープクーヘンを作っているパン屋は1軒だけである。

## 経済と社会資本

### 交通

#### 道路
ボルクホルツハウゼンは、市内を北西から南東に横切る連邦道 B68号線によって広域道路網に接続している。市の南西から来る連邦道 B476号線は、オルデンドルフ地区で B68号線に合流して終点となる。
連邦アウトバーン A33号線は2001年以降オルデンドルフ地区で終点となっている。オルデンドルフ地区は、特にB68号線とB476号線の交差点付近における交通量がかなり多い。

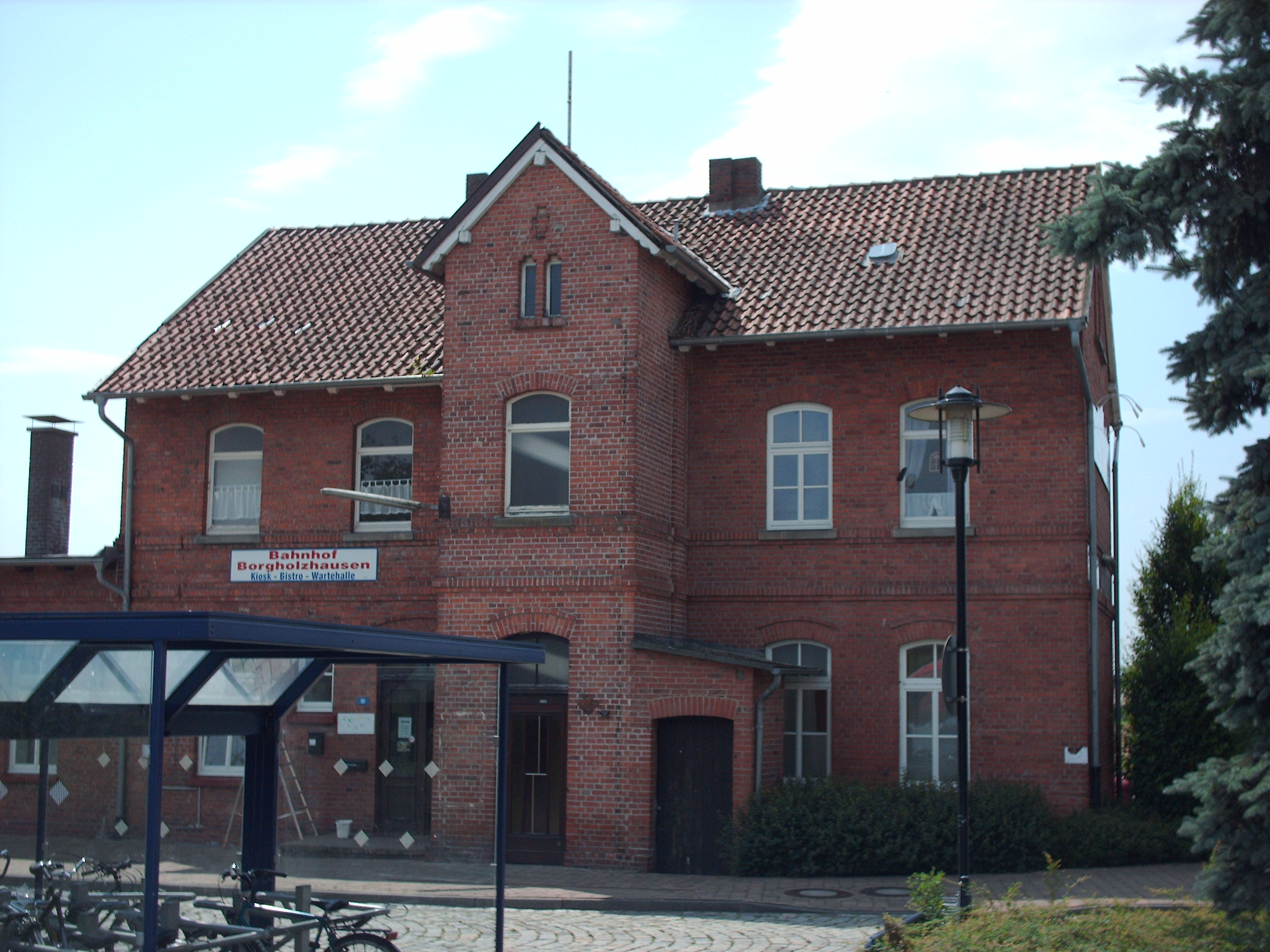
ボルクホルツハウゼン駅

#### 鉄道、バス
ボルクホルツハウゼン駅とヴェストバルトハウゼン駅が鉄道オスナブリュック - ビーレフェルト線沿いにあり (KBS 402)、1時間ごとにレギオナルバーン「ハラー・ヴィレム」RB75 が発着する。ボルクホルツハウゼン駅は街の中心から約 3 km 離れた不便な場所にある。この間を2本のバス路線が結んでいる。平日の各列車は市内バスの「ピウムバス」に接続する。このバスはヴェストバルトハウゼン駅にも運行している。このバスはオンデマンドバスであり電話で予約する必要があるが、駅での利用については予約不要である。ハレ (ヴェストファーレン)市との市境のハレ側にヘッセルン駅がある。旅客鉄道交通は、最高速度120 km/h のタレントのディーゼル車両を使ってノルトヴェストバーンが運行している。
道路旅客交通については、ハレ行き、フェルスモルト行き、ヴェールター (ヴェストファーレン)経由ビーレフェルト行きの地方バスが運行している。ボルクホルツハウゼンは運賃同盟「デア・ゼクサー」（OWL 交通 GmbH）の領域内に位置している。オスナブリュック方面への利用者にはオスナブリュック交通会社 (VOS-Plus) の越境料金が適用される。

#### 徒歩、自転車
オスナブリュックからパーダーボルンに至るバーンラートルート・トイト＝ゼンネの別ルートがこの街の市域を通っている。
遊歩道としてライネとリッピシャー・フェルマーストートとを結ぶヘルマンスヴェークがトイトブルクの森の尾根を通っている。

#### 航空
最寄りの大都市ビーレフェルトには、交通用の空港はない。このため、ビーレフェルトと同じ規模の大都市まで時間をかけて行く必要がある。自動車で1時間から1時間半ほどの距離に4つの地方空港があり、これらから直接乗り入れることができる地域はかなり豊富である。ミュンスター/オスナブリュック空港までは約 50 km、パーダーボルン/リップシュタット空港へは約 80 km の距離である。また、ドルトムント空港が約 100 km、ハノーファー空港は約 130 km の距離にある。

### メディア

#### 印刷媒体
日刊紙としては、ノイエ・ヴェストフェリシェの提携紙であるハラー・クライスブラットとヴェストファーレン＝ブラットの地方版が月曜日から土曜日まで毎日刊行されている。地方面以外の一般面はビーレフェルトにあるそれぞれの編集局で作成している。両紙は地方面に、ボルクホルツハウゼンを含む旧ハレ郡の記事を掲載している。また、日曜日にはヴェストファーレン＝ブラットの姉妹紙で無料の「OWL アム・ゾンターク」が刊行される。年に4回タウン誌「ピウム・アクトゥエル」がハラー・クライスブラットから刊行されている。

#### ラジオおよびテレビ
ボルクホルツハウゼンは西部ドイツ放送 (WDR) ビーレフェルト地方スタジオの放送サービスエリアに属している。またヴェールターは、ローカルラジオ局として地域の報道を発信するラジオ・ギュータースローの放送地域にも属している。市内にはラジオ・ギュータースローが 106.8 MHz で放送している送信局がある。

### 公共機関
市は、ボルクホルツハウゼン市民のために様々なサービスを行う施設を運営している。まずは、都市行政、戸籍役場、建設・土木局、住宅補助機構、警察署などが入居する市庁舎がある。この他に公民館、2つの消防隊を持つ消防団がある。消防隊はボルクホルツハウゼンとボルクホルツハウゼン駅にある。屋外プールもある。
さらに、ボルクホルツハウゼンにはギュースターロー郡の北部全域を管轄する建設ゴミの収集場もある。

### 教育
本市には2種類の形態の学校あわせて3校がある。基礎課程が2校で児童・生徒数約 331人、教員数 21人である。総合学校が1校あり、生徒数約 1,488人、教員数約 120人である（2014年10月15日 現在）。総合学校はボルクホルツハウゼンとヴェールターにキャンパスがあり、ボルクホルツハウゼン・キャンパス部分だけの生徒・教員数は不明である。これ以外の学校については近隣の市町村に行く必要がある。

### 地元企業
- クラフトフェアケール・ナーゲル、物流
- ヴェストファリア・ロジスティクス・ソリューションズ、倉庫用機械、コンベア、倉庫管理ソフトウェアの開発・製造
- フェトラ、運搬器具（台車など）のリーディングカンパニー
- シューコ社の分工場、窓用建設部品およびソーラーシステムの製造
- ボスティーク、接着、気密、その他の建設材料
- マリエンブルンネン清涼飲料 GmbH、ミネラルウォーター、ノンアルコール飲料。2014年12月に経営破綻した[26]。
- バルトリング GmbH & Co. KG、食品用包装材料の製造
- ハインリヒ・シュルツェ、蜂蜜ケーキ、レープクーヘン製造

## その他
住民達は、ボルクホルツハウゼンという地名の代わりに Pium（ラテン語で「敬虔な」の意）という呼び方をする。

## 訳注
1. ↑  フェッヒャーロゼッテ: ドイツ語: Fächerrosette。半円形のロゼット文様。ドイツ北部の木組み建築の装飾に多用される。